# 斑椋鳥屬
椋鳥屬是雀形目椋鸟科下的一個屬。本屬物種均分佈於東南亞地區周遭，目前下屬4個物種。本屬原下屬僅2個物種，但2021年的研究指出斑椋鸟實際上是個複合體因而被拆分為三個物種。

## 命名歷史
本屬物種為法國博物學家勒內-普里梅韋勒·萊松於1831年描述。其模式種根據單型關係被指定為黑领椋鸟。其屬名由拉丁語（寒鴉）及（喜鵲）組成。

## 下屬物種
本屬包含以下物種：
- 黑领椋鸟 Gracupica nigricollis (Paykull, 1807)
- 斑椋鸟 Gracupica contra (Linnaeus, 1758)
- 暹罗斑椋鸟 Gracupica floweri (Sharpe, 1897)
- 爪哇斑椋鸟 Gracupica jalla (Horsfield, 1821)

## 外部連結
- 维基共享资源上的相關多媒體資源：斑椋鳥屬
- 維基物種上的相關：斑椋鳥屬